# على كف عفريت (فلم)
على كف عفريت (بالفرنسية: La Belle et la Meute) هو فيلم دراما فرنسي-تونسي من إنتاج عام 2017 وكتابة إخراج كوثر بن هنية. عرض الفيلم في قسم جائزة نظرة ما في مهرجان كان السينمائي 2017.

## روابط خارجية
- مقالات تستعمل روابط فنية بلا صلة مع ويكي بيانات